# Olympische Sommerspiele 2008/Wasserspringen – Turmspringen Einzel (Männer)
Das Einzel-Turmspringen der Männer von der 10-m-Plattform bei den Olympischen Spielen 2008 in Peking wurde am 22. und 23. August 2008 im Beijing National Aquatics Center ausgetragen. 30 Athleten nahmen daran teil.
Alle Einzel-Wassersprung-Disziplinen umfassen drei Runden. In der ersten standen den 30 Startern jeweils sechs Qualifikationssprünge zu. Damit qualifizierten sich die 18 besten Springer für das Halbfinale, die Punkte aus der Qualifikation wurden anschließend gelöscht. Im Halbfinale wurden wieder sechs Sprünge absolviert. Mit diesen qualifizierten sich die 12 besten Springer für das Finale, ihre Halbfinalpunkte wurden ebenfalls wieder gelöscht. Auch im Finale wurde sechs Mal gesprungen. Sieben Preisrichter bewerten jeden Sprung mit einer Punktewertung zwischen 0 und 10 (mit Abstufungen von je 0,5 Punkten). Die beiden höchsten und die beiden niedrigsten Wertungen werden ignoriert und die Summe der verbleibenden drei Wertungen mit einem Gewichtungsfaktor multipliziert, der vom Schwierigkeitsgrad des dargebotenen Sprunges abhängig ist (DD – degree of difficulty). Die Gesamtwertung jeder Runde ergibt sich aus der Summe der Punktzahlen für die sechs einzelnen Sprünge der jeweiligen Runde. Als Sieger des Wettbewerbes ging der Australier Matthew Mitcham ( Australien) hervor, nach ihm bestiegen Luxin Zhou (Volksrepublik China) und Gleb Galperin (Russland) das Treppchen.

## Titelträger
| Olympiasieger | Hu Jia        | Volksrepublik China    | 748,08 bzw. 540,78 Punkte | Athen, 2004     |
| Weltmeister   | Gleb Galperin | Russland               | 554,70 Punkte             | Melbourne, 2007 |
| Europameister | Tom Daley     | Vereinigtes Königreich | 491,95 Punkte             | Eindhoven, 2008 |

Anmerkungen:
- Die außerordentlich hohe Gesamtpunktzahl des Olympiasiegers von 2004, Hu Jia, ergibt sich aus einer alternativen Bewertungsweise. So war der Wettbewerb bis einschließlich 2004 in Reihenfolge und Anforderungen etwas anders aufgebaut als danach. Zudem bestand die Gesamtwertung in Halbfinale und Finale bis zu diesem Jahr noch aus den Punktzahlen der Runde selbst und der vorangegangenen Runde zusammengenommen. Hu Jia erzielte in der Qualifikationsrunde (6 Sprünge) den 6. Platz mit 463,44 Punkten. Im Halbfinale (nur 4 Sprünge!) erhielt er insgesamt 207,30 Punkte, woraus sich ein Gesamtwert von 670,74 Punkten und eine Platzierung auf Rang 4 ergab. Im Finale (wieder 6 Sprünge) erhielt er schließlich 540,78 Punkte (beste Punktzahl des Turniers), welche mit den 207,30 Halbfinalpunkten verrechnet wurden und ihm mit insgesamt 748,08 die Goldmedaille einbrachten.

- Der erst dreizehnjährige Tom Daley qualifizierte sich durch den Europameisterschaftstitel für die Teilnahme an den Olympischen Spielen, obwohl das Mindestalter für die Olympiateilnahme sonst 16 Jahre beträgt. Er erhielt eine Sondergenehmigung zur Teilnahme an den Spielen. Trotz seiner Unerfahrenheit als jüngster Olympiateilnehmer schaffte er es ins Finale und schließlich auf Rang 8 mit 463,55 Punkten. Im Folgejahr gewann er die Weltmeisterschaft in Rom (jüngster Weltmeister der Geschichte)[1] mit einer herausragenden Punktzahl von 539,58, welche 2008 für Olympiagold gereicht hätte.

## Qualifikation
22. August 2008
| Platz | Name                | Team               | 1. Sprung | 2. Sprung | 3. Sprung | 4. Sprung | 5. Sprung | 6. Sprung | Gesamtpunktzahl |
| ----- | ------------------- | ------------------ | --------- | --------- | --------- | --------- | --------- | --------- | --------------- |
| 1     | Zhou Lüxin          | China              | ,         | ,         | ,         | ,         | ,         | ,         | 539,80          |
| 2     | Matthew Mitcham     | Australien         | ,         | ,         | ,         | ,         | ,         | ,         | 509,60          |
| 3     | Gleb Galperin       | Russland           | ,         | ,         | ,         | ,         | ,         | ,         | 499,95          |
| 4     | Peter Waterfield    | Großbritannien     | ,         | ,         | ,         | ,         | ,         | ,         | 497,65          |
| 5     | Mathew Helm         | Australien         | ,         | ,         | ,         | ,         | ,         | ,         | 484,40          |
| 6     | David Boudia        | Vereinigte Staaten | ,         | ,         | ,         | ,         | ,         | ,         | 481,70          |
| 7     | Thomas Finchum      | Vereinigte Staaten | ,         | ,         | ,         | ,         | ,         | ,         | 477,00          |
| 8     | Huo Liang           | China              | ,         | ,         | ,         | ,         | ,         | ,         | 472,95          |
| 9     | Rommel Pacheco      | Mexiko             | ,         | ,         | ,         | ,         | ,         | ,         | 465,45          |
| 10    | Sascha Klein        | Deutschland        | ,         | ,         | ,         | ,         | ,         | ,         | 453,80          |
| 11    | José Guerra         | Kuba               | ,         | ,         | ,         | ,         | ,         | ,         | 443,20          |
| 12    | Tom Daley           | Großbritannien     | ,         | ,         | ,         | ,         | ,         | ,         | 440,40          |
| 13    | Wadsim Kaptur       | Belarus            | ,         | ,         | ,         | ,         | ,         | ,         | 432,90          |
| 14    | Riley McCormick     | Kanada             | ,         | ,         | ,         | ,         | ,         | ,         | 425,95          |
| 15    | Reuben Ross         | Kanada             | ,         | ,         | ,         | ,         | ,         | ,         | 425,60          |
| 16    | Jeinkler Aguirre    | Kuba               | ,         | ,         | ,         | ,         | ,         | ,         | 423,75          |
| 17    | Patrick Hausding    | Deutschland        | ,         | ,         | ,         | ,         | ,         | ,         | 423,40          |
| 18    | Juan Urán           | Kolumbien          | ,         | ,         | ,         | ,         | ,         | ,         | 418,00          |
| 19    | Hugo Parisi         | Brasilien          | ,         | ,         | ,         | ,         | ,         | ,         | 412,95          |
| 20    | Kostjantyn Miljajew | Ukraine            | ,         | ,         | ,         | ,         | ,         | ,         | 410,05          |
| 21    | Aljaksandr Warlamau | Belarus            | ,         | ,         | ,         | ,         | ,         | ,         | 406,60          |
| 22    | Germán Sánchez      | Mexiko             | ,         | ,         | ,         | ,         | ,         | ,         | 399,35          |
| 23    | Constantin Popovici | Rumänien           | ,         | ,         | ,         | ,         | ,         | ,         | 392,30          |
| 24    | Cassius Duran       | Brasilien          | ,         | ,         | ,         | ,         | ,         | ,         | 389,65          |
| 25    | Francesco Dell’Uomo | Italien            | ,         | ,         | ,         | ,         | ,         | ,         | 388,80          |
| 26    | Bryan Nickson Lomas | Malaysia           | ,         | ,         | ,         | ,         | ,         | ,         | 384,35          |
| 27    | Oleg Wikulow        | Russland           | ,         | ,         | ,         | ,         | ,         | ,         | 375,40          |
| 28    | Rexel Ryan Fabriga  | Philippinen        | ,         | ,         | ,         | ,         | ,         | ,         | 358,85          |
| 29    | Anton Sacharow      | Ukraine            | ,         | ,         | ,         | ,         | ,         | ,         | 344,95          |
| 30    | Chon Man Kim        | Nordkorea          | ,         | ,         | ,         | ,         | ,         | ,         | 328,85          |

## Halbfinale
23. August 2008
| Platz | Name             | Team               | 1. Sprung | 2. Sprung | 3. Sprung | 4. Sprung | 5. Sprung | 6. Sprung | Gesamtpunktzahl |
| ----- | ---------------- | ------------------ | --------- | --------- | --------- | --------- | --------- | --------- | --------------- |
| 1     | Huo Liang        | China              | ,         | ,         | ,         | ,         | ,         | ,         | 549,95          |
| 2     | Matthew Mitcham  | Australien         | ,         | ,         | ,         | ,         | ,         | ,         | 532,20          |
| 3     | Zhou Lüxin       | China              | ,         | ,         | ,         | ,         | ,         | ,         | 526,20          |
| 4     | Gleb Galperin    | Russland           | ,         | ,         | ,         | ,         | ,         | ,         | 508,95          |
| 5     | David Boudia     | Vereinigte Staaten | ,         | ,         | ,         | ,         | ,         | ,         | 491,55          |
| 6     | Mathew Helm      | Australien         | ,         | ,         | ,         | ,         | ,         | ,         | 485,20          |
| 7     | Thomas Finchum   | Vereinigte Staaten | ,         | ,         | ,         | ,         | ,         | ,         | 474,95          |
| 8     | Tom Daley        | Großbritannien     | ,         | ,         | ,         | ,         | ,         | ,         | 458,60          |
| 9     | Rommel Pacheco   | Mexiko             | ,         | ,         | ,         | ,         | ,         | ,         | 453,80          |
| 10    | Patrick Hausding | Deutschland        | ,         | ,         | ,         | ,         | ,         | ,         | 453,30          |
| 11    | José Guerra      | Kuba               | ,         | ,         | ,         | ,         | ,         | ,         | 438,80          |
| 12    | Juan Urán        | Kolumbien          | ,         | ,         | ,         | ,         | ,         | ,         | 436,10          |
| 13    | Peter Waterfield | Großbritannien     | ,         | ,         | ,         | ,         | ,         | ,         | 430,95          |
| 14    | Vadim Kaptur     | Belarus            | ,         | ,         | ,         | ,         | ,         | ,         | 420,55          |
| 15    | Jeinkler Aguirre | Kuba               | ,         | ,         | ,         | ,         | ,         | ,         | 414,20          |
| 16    | Riley McCormick  | Kanada             | ,         | ,         | ,         | ,         | ,         | ,         | 391,35          |
| 17    | Reuben Ross      | Kanada             | ,         | ,         | ,         | ,         | ,         | ,         | 390,75          |
| 18    | Sascha Klein     | Deutschland        | ,         | ,         | ,         | ,         | ,         | ,         | 382,85          |

## Finale
23. August 2008
Zhou Luxin führte im Finale die Rangliste bis zum letzten Sprung an. Sein sechster Sprung bescherte ihm allerdings nach einem unglücklichen Wassereintritt nur 74,80 Punkte und brachte Luxins scheinbar gesicherte Führungsposition ins Wanken. Der bis dahin zweitplatzierte Matthew Mitcham untermauerte seinen Siegeszug mit einer besonders starken Ausführung einer Sprungkombination aus zweieinhalb Saltos und zweieinhalb Twists (Rotation um die eigene Achse) in Pike Position (mit gestreckten Beinen), ein Sprung mit besonders hohem Schwierigkeitsgrad (DD) von 3,8. Die sieben Juroren vergaben 9,0 | 9,5 | 9,5 | 10 | 10 | 10 | 10 Punkte an Mitcham, mit insgesamt 112,10 Punkten (die zwei besten und schlechtesten Wertungen gehen nicht ein: {\displaystyle (9{,}5+10+10)\cdot 3{,}8=112{,}10}) war dies der bestbewertete Sprung in der Geschichte der Olympischen Spiele. Mitchams Gesamtpunktzahl von 537,95 reichte aus, um Luxin vom ersten Platz zu verdrängen. Damit verwehrte er China das fast erreichte Ziel, in allen Wassersprung-Kategorien Goldmedaillen nach Hause zu bringen. Zhou Luxin beendete die Finalrunde mit 533,15 Punkten und sicherte sich immerhin die Silbermedaille. Ihm folgte Gleb Galperin mit einer Gesamtpunktzahl von 525,80 Punkten.
| Platz | Name             | Team               | 1. Sprung | 2. Sprung | 3. Sprung | 4. Sprung | 5. Sprung | 6. Sprung | Gesamtpunktzahl |
| ----- | ---------------- | ------------------ | --------- | --------- | --------- | --------- | --------- | --------- | --------------- |
| 1     | Matthew Mitcham  | Australien         | ,         | ,         | ,         | ,         | ,         | 112,10    | 537,95          |
| 2     | Zhou Lüxin       | China              | ,         | ,         | ,         | ,         | ,         | 074,80    | 533,15          |
| 3     | Gleb Galperin    | Russland           | ,         | ,         | ,         | ,         | ,         | 0,        | 525,80          |
| 4     | Huo Liang        | China              | ,         | ,         | ,         | ,         | ,         | 0,        | 508,40          |
| 5     | José Guerra      | Kuba               | ,         | ,         | ,         | ,         | ,         | 0,        | 507,15          |
| 6     | Mathew Helm      | Australien         | ,         | ,         | ,         | ,         | ,         | 0,        | 467,70          |
| 7     | Tom Daley        | Großbritannien     | ,         | ,         | ,         | ,         | ,         | 0,        | 463,55          |
| 8     | Rommel Pacheco   | Mexiko             | ,         | ,         | ,         | ,         | ,         | 0,        | 460,20          |
| 9     | Patrick Hausding | Deutschland        | ,         | ,         | ,         | ,         | ,         | 0,        | 448,30          |
| 10    | David Boudia     | Vereinigte Staaten | ,         | ,         | ,         | ,         | ,         | 0,        | 441,45          |
| 11    | Juan Urán        | Kolumbien          | ,         | ,         | ,         | ,         | ,         | 0,        | 414,80          |
| 12    | Thomas Finchum   | Vereinigte Staaten | ,         | ,         | ,         | ,         | ,         | 0,        | 412,65          |

## Hintergrund

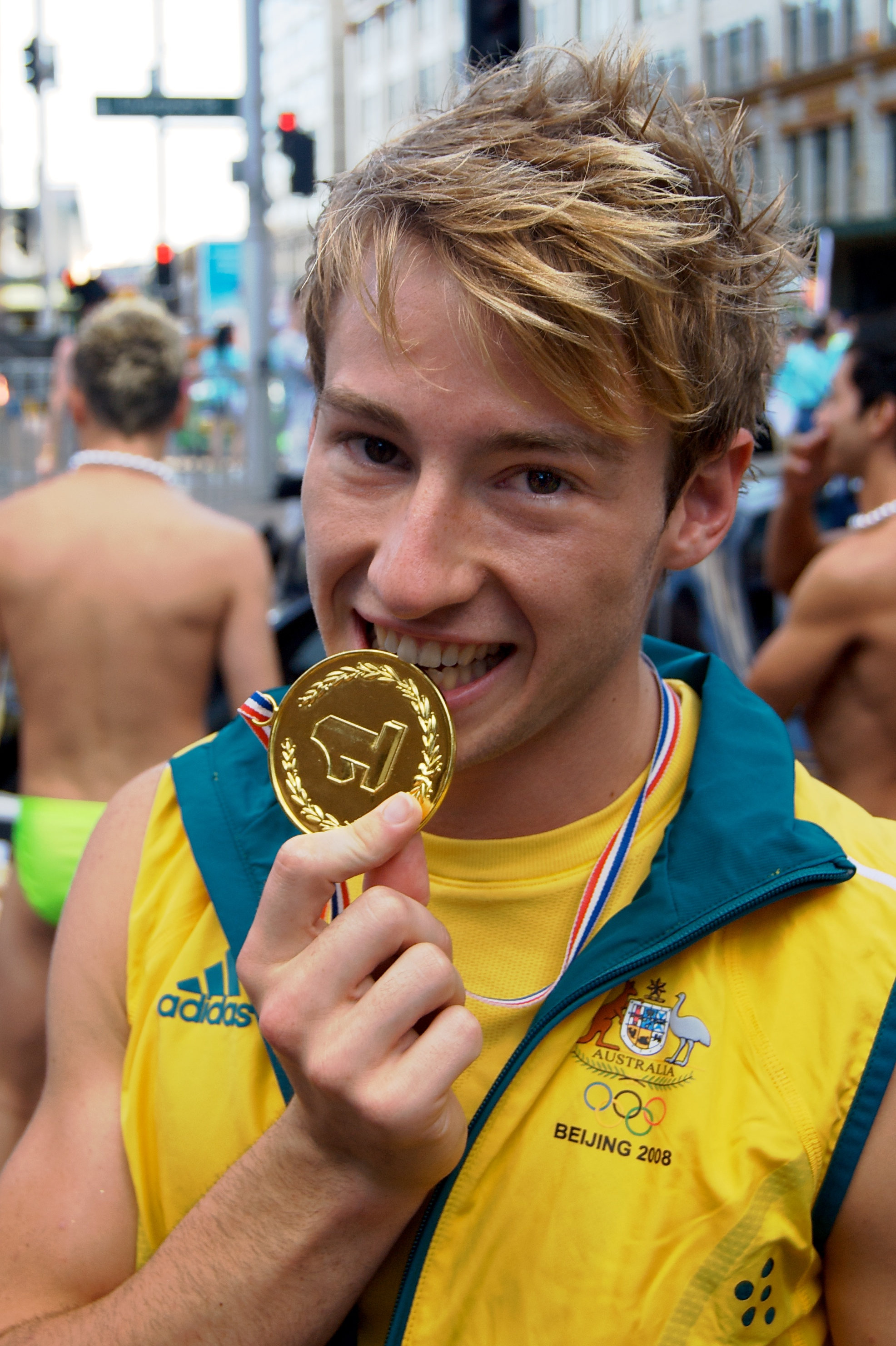
Matthew Mitcham () unmittelbar nach seinem Olympiasieg 2008
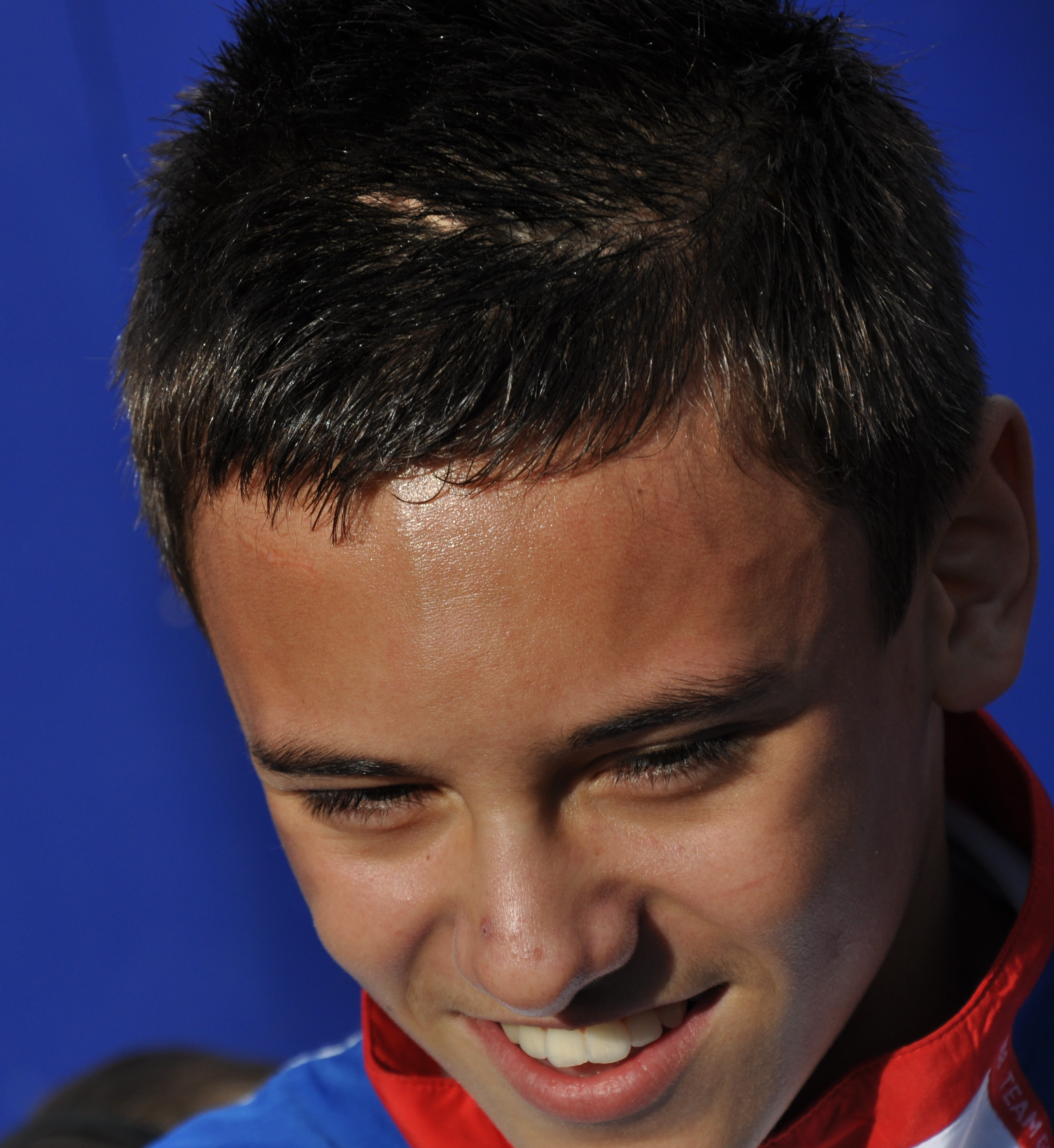
Tom Daley () war mit gerade 14 Jahren jüngster Teilnehmer und Finalist der Olympischen Spiele
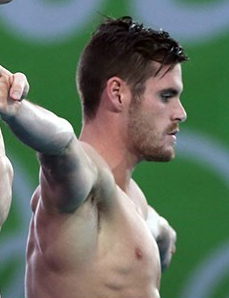
Der hier zehntplatzierte David Boudia () wurde Olympiasieger von 2012

Der sechste und letzte Sprung des Olympiasiegers in der Finalrunde war mit 112,10 Punkten der höchstbewertete Sprung in der Wettkampfgeschichte. Mitcham war zudem der erste australische Wasserspringer seit 1924, der sich eine olympische Goldmedaille sichern konnte.
Der erst 13-jährige Engländer Tom Daley erhielt als amtierender Europameister eine Sondergenehmigung für die Teilnahme an den Olympischen Spielen, obwohl das Mindestalter für die Qualifikation sonst 16 Jahre beträgt. Zum Wettkampfzeitpunkt war er 14 Jahre alt. Ein Jahr später wurde er in Rom kurz nach seinem 15. Geburtstag der jüngste Weltmeister im Turmspringen aller Zeiten (zudem der jüngste Medaillengewinner überhaupt bei einer Weltmeisterschaft). Seine Punktzahl im Weltmeisterschaftsfinale 2009 betrug trotz niedrigerer DDs 539,58 – lag also noch über dem von Olympiasieger 2008 Matthew Mitcham erreichte Endergebnis von 537,95 Punkten und hätte ihm demnach 2008 olympisches Gold beschert. Bei den folgenden Olympischen Spielen 2012 in London konnte er sich schließlich die Bronze-Medaille sichern.
Der US-Amerikaner David Boudia (hier auf Rang 10 des Finales) gewann in dieser Disziplin bei den nachfolgenden Spielen 2012 in London.